# Dolors Juanpere Viñeta
Dolors Juanpere i Viñeta (Reus, 11 de setembre de 1943) és una professional de la ràdio, escriptora, actriu i directora de teatre activa a Reus des del 1970. Ha estat reconeguda per la seva tasca com a directora i actriu en grups de teatre independents, especialment La Tartana. Teatre Estudi, Col·lectiu de Teatre La Vitxeta i Col·lectiu En Veu Alta.

## Trajectòria
Va treballar com a presentadora i periodista de ràdio a Ràdio Reus i a Ràdio Nacional d'Espanya a Tarragona. Es va iniciar en el teatre amb la creació de la companyia La Tartana. Teatre Estudi (1967-1977), amb Ramon Gomis, Lluís Pasqual, Rosa Cabré i Xavier Amorós, un grup lligat al Teatre Bravium de Reus que tenia per objectiu fer teatre català i traduccions d'autors silenciats durant el franquisme. Va ser cofundadora, directora i actriu del Col·lectiu de Teatre La Vitxeta (1983-2003), radicat al Teatre Bartina del Centre de Lectura de Reus, tot i que també va fer actuacions en diferents teatres de Catalunya. Amb La Vitxeta va posar en escena obres d'autors catalans i traduccions d'obres internacionals, tant clàssiques com contemporànies. En aquest grup de teatre i sota la seva direcció s'han iniciat actors populars com Andreu Buenafuente o David Bagés. Des del 1999 dirigeix el col·lectiu En Veu Alta, que fa presentacions i lectures dramatitzades de textos poètics o teatrals a la Biblioteca del Centre de Lectura. En ocasions ha actuat exclusivament com a actriu, com en "Dies feliços", de Samuel Beckett, amb traducció i direcció de Joaquim Mallafré (1977)

## Publicacions
Ha publicat diversos llibres, entre els quals hi ha adaptacions per a teatre com ara Temps estranys i El Reus de l'Amorós, o entrevistes, com la col·laboració al llibre 20 dones parlen del Segle XX. És autora de nombrosos articles de tema literari o cultural a la Revista del Centre de Lectura de Reus.

## Obres digirides
Ha dirigit una cinquantena d'espectacles i obres de teatre, en molts dels quals també ha fet l'adaptació dels textos i la representació de papers dramàtics. Destaquen, amb La Tartana, Les tribulacions del comerciant Macheart, obra de Pere Prats Sobrepere (1977), i amb La Vitxeta, No trenqueu avellanes amb les dents, de Xavier Amorós (1983); El barret de cascavells, de Luigi Pirandello (1984); L'amor em fa fàstic, adaptació de textos de Mercè Rodoreda (1985); L'hostal de l'amor, de Ferran Soldevila (1985); Antígona, de Salvador Espriu (1987); Pigmalió, de Bernard Shaw (1988); Dansa de mort, d'August Strindberg (1989), i Sorra calenta, de Josep Maria de Sagarra (1994).